# Jane Brucker
Pour les articles homonymes, voir Brucker.
Jane Rachel Brucker, née le 14 mai 1958 à Falls Church (États-Unis), est une actrice et scénariste américaine mieux connu pour avoir joué le rôle de Lisa Houseman, la sœur aînée, dans le film de 1987 Dirty Dancing.

## Vie et carrière
Brucker est née à Falls Church, en Virginie. Elle a étudié le théâtre au North School of the Arts. L'un de ses camarades de classe était Bruce Willis.
Elle était mariée à Brian O'Connor, l'acteur de Shining Time Station (en), de 1986 à 1993. Leur fille, Sally O'Connor, est née en 1989. En novembre 2001, elle épouse le photographe Raul Vega. Ils ont une fille ensemble, Rachel, née en 2004.

## Filmographie
- 1987 : Dirty Dancing : Lisa Houseman
- 1988 : Le Retour de Billy Wyatt
- 1989 : Doctor Doctor (en)
- 1989 : Il était une fois Broadway